# Proctolyra damarensis
Proctolyra damarensis is een insect uit de familie van de vlinderhaften (Ascalaphidae), die tot de orde netvleugeligen (Neuroptera) behoort. 
Proctolyra damarensis is voor het eerst wetenschappelijk beschreven door Tjeder in 1992.